# Năvodari, Teleorman
Năvodari este un sat în comuna Seaca din județul Teleorman, Muntenia, România. Până în anul 1965, localitatea s-a numit Cioara si a fost comună de sine stătătoare.

## Geografie
Satul Năvodari din comuna Seaca, este situat la nord de Dunăre la aproximativ 5 - 6 km, și la răsărit de Gura Oltului la 20 – 30 km, în acea parte a Munteniei neocupată de romani în urma victoriei armatei romane asupra Daciei.
Partea de sud a Munteniei, inclusiv satul Năvodari, a dispus în trecut și dispune și în prezent, de pământ de bună calitate. Până în anii 1960-1965, prin revărsarea apelor din Dunăre prin: Lacul Suhaia, Gârla Vidroiului, Gârla Lungă, Văslui și a apelor din râurile Oltul, Călmățui, Urlui, Vedea, Teleorman, în fiecare primăvară luncile primeau cele necesare dezvoltării vegetației pentru creșterea animalelor, a pomilor. Lacurile primeau apă proaspătă în care creșteau peștele ( albitură, crapi, caras, cegă, ghindari, lin, etc..), melci, scoici,etc. La margini de lacuri creșteau: trestie, papură, păpurici, iar în stufăriș trăiau păsări sălbatice (rațe, gâște, stârci, bodârlăi, lișițe, etc. ). Pădurile de stejari, de fagi și frasini împodobeau aceste pământuri, îmbogățeau zilnic atmosfera cu aer proaspăt, iar în trecut, constituiau bune ascunzișuri și puncte de apărare împotriva dușmanilor, asigurau lemnul necesar pentru construcții de locuințe ( bordeeie, colibe, adăposturi etc.) și pentru încălzirea acestora în timpul iernii.

### Curgeri de apă
Izvoarele care alimentează cu apă cișmelele localităților mai sus numite, râpele din jurul acestor izvoare, care probabil sunt urmele unor adăposturi umane, drumurile și potecile adânc săpate în trupurile dealurilor, denumiri ( încă păstrate de localnici ) ale unor grinduri, pâraie, lacuri, etc. cum sunt: „Grindul Ciorii”, „Limba Ciorii”, „Vadul Văzluiului”, „Vadul Racilor”, „Gârla Vidrouiului”, „Gârla Lungă”, „Pretvac”, Lacurile: „Amzei”, „Părușelului”, „Căpitanului”, „Comișanului”,„Lacul cu Nisip”, „Lacul cu trestia groasă”, „Roșia”, „Dinte Negru”, etc. 
Toate acestea sunt semne că pe aceste locuri au trăit oameni în vremuri trecute cu vechime întinsă peste mii de ani.

## Istorie
La Ciuperceni, Teleorman, la 10 m adâncime, au fost identificate unelte din piatră cioplită cu o vechime de aproximativ un milion cinci sute de mii de ani.
(Observație. Localitatea Ciuperceni, până în anul 1937 când a fost inundată de apele Dunării, era situată cu aproximativ 1 km spre răsărit de locul unde se află astăzi )
Din limba daco-geților (ramură a tracilor), localnicii din marginea de nord a Dunării, inclusiv cei din Năvodari, au moștenit cuvinte ca: moș, copil, prunc, brânză, zăr, viscol, mal, mazăre, zestre, etc.
De la unele ramuri ale tracilor, localnicii din marginea de nord a Dunării, inclusiv cei din Năvodari, au moștenit „păstoritul”(creșterea oilor) și „pendularea”( adică vara locuiau în câmpie, unde creșteau vite, oi etc. și iarna acasă pe dealuri ). Acest obicei s-a menținut în Cioara și în satele învecinate, până în prima parte a secolului al XIX-lea după Hristos.
De la populațiile migratoare, care au locuit vremelnic în jurul acestor locuri, au împrumutat practica „măgurilor” (ridicarea unei movile pe un deal, folosită ca punct de observație sau ca loc de înmormântare pentru oamenii bogați ai grupului, alături de movilă se afla cimitirul unde erau înmormântați oamenii de rând). În limbajul localnicilor încă se mai păstrează denumiri ca:Măgura Ciorii (sau Măgura Pristoaselor), situată deasupra satului Năvodari Cimitirul Vechi, situat la răsărit de măgură , Măgura Vânătorilor situată deasupra comunei Vânători, Găvanul Sârbilor situat În nord vestul satului Măgura Luciei situată la sud de comuna Seaca, în jurul Lacului Lucia.
După sfârșitul războaielor daco-romane, o parte a Daciei a fost transformată în provincie romană. Cea mai mare parte a Munteniei, nu a intrat sub stăpânirea romană. Evident, administrația romană a făcut să prospere (economic, limbă, deprinderi, obiceiuri etc.) partea cucerită a Daciei. Dar, dorința de libertate, de rude și de prieteni dintre părțile cucerite și cele libere, continua să se păstreze. Dacii liberi treceau peste granițele impuse de romani și mergeau la frații și rudele lor și viceversa. Produsele romane: unelte, veșminte, podoabe, moneda romană, anumite deprinderi, limba vorbită de romani, pătrund și în lumea dacilor liberi. La rândul lor, romanii își însușesc anumite deprinderi, cuvinte și mai ales dorința de libertate, dorința de nesupunere la impozitele administrației romane. Acest fapt l-a determinat pe Traian, să construiască limesul Alutanus (drum de apărare a părților cucerite, împotriva celor care nesocoteau legile administrație romane ) Acest drum pornea de la Gura Oltului din dreptul localității Izlaz de astăzi (Jud. Teleorman), până la Caput Stenarum lângă localitatea Boița de astăzi (Jud. Sibiu). Dar limesul Alutanus nu a satisfăcut pretențiile administrației romane și de aceea cu doi ani înainte de a muri Traian (Traian a murit la 11 august 117 ), a început construirea Transalutanusului (un al doilea val de apărare situat la 20-100 km spre răsărit de primul, pe o lungime de 235 km) care ținea de la Dunăre din dreptul localității Poiana (fosta comună Flămânda) spre Roșiorii de Vede, Câmpulung Muscel, Cumidava (Râșnov Jud. Brașov) Finalizarea acestor construcții a avut loc în vremea împăratului Septimiu Sever (193-211).
În consecință, rezultă că: la răsărit de Gura Oltului și la nord de Dunăre,inclusiv pe meleagurile localităților: Cioara,Seaca, Vânători, etc. locuiau oameni nesupuși romanilor, (altfel pentru ce erau construite valurile de apărare: limesul Alutanus ? Transalutanus ? ) 
Pe de altă parte, atât populația supusă cât și cea nesupusă, își continuau modul lor de viață: păstoritul, agricultura, pescuitul, etc. și totdeodată nutreau ideea de libertate.
Timp de peste 200 de ani dorința de libertate a dacilor supuși s-a asociat cu dorința popoarelor migratoare și a dacilor liberi de recucerire a bogatei provincii Dacia supusă romanilor. Astfel îndată după încetarea din viață a împăratului Traian(august 117), mai precis în perioada 117-119 atacurile sarmaților și roxolanilor la granițele de apus și răsărit ale Daciei, s-au asociat cu frământările dacilor supuși. În această perioadă are loc incendierea părții lemnoase a Podului de la Drobeta, construit de arhitectul grec Apolodor din Damasc. Dorința de libertate a dacilor supuși asociată cu dorința de a gusta din civilizația romană și cu dorința popoarelor migratoare pentru un trai mai bun, au făcut ca hotarele impuse de administrația romană să fie adesea încălcate. Pentru acest motiv Imperiul Roman,în vremea împăratului Aurelian, a părăsit partea Daciei situată în nordul Dunării ( a. 271 d. H. ). Pe linia de sud a Dunării, Imperiul Roman a continuat să administreze teritoriile numite respectiv: Moesia Prima, Dacia Mediteranea, Dacia Ripensis, Moesia Secundară, Scithia Minor. Locuitorii acestor teritorii erau în majoritate urmași ai tracilor. Cu toate că dacii din sudul Dunării erau administrați de romani, totuși dacii din părțile nordice ale Dunării au continuat să păstreze și să amplifice relațiile cu dacii din sud.

## Cultură
Un rol important în dezvoltarea relațiilor la „nord-sud de Dunăre” a avut-o răspândirea creștinismului. În anul 313 după Hristos, împăratul roman Constantin Cel Mare legiferează cultul creștin. Cu acest prilej are loc o revigorare economică a regiunilor situate la nord de Dunăre, inclusiv a meleagurilor localităților: Cioara, Seaca, Vânători. 
Pentru protejarea acestor regiuni de populațiile migratoare se construiește un nou val de apărare numit Brazda lui Novac, care pornea din regiunea Mehedinți și ținea până la răsărit de Ploiești. În această perioadă, alături de populația dacă, trăiau pe margini de lacuri, râuri, populații migratoare. 
O parte din aceste populații a fost asimilată de populația băștinașă și împreună cu localnicii au adoptat creștinismul. Primele biserici pe locurile mai sus numite, au fost construite cu pereți din trestie groasă și acoperite cu stuf.
Astfel de biserici au existat în aceste locuri până în a doua parte a secolului al XVIII-lea. 
În Cioara a existat biserica din trestie alături de izvorul de apă al Cișmelei, până în vremea lui Alexandru Ioan Cuza. Pe locurile prielnice vieții zilnice, unde astăzi se află localitățile: Năvodari (fostă comuna Cioara), Vânători, încă înainte de primul mileniu, au trăit oameni. Acești oameni pentru a-și asigura traiul zilnic, s-au ocupat cu creșterea vitelor, pescuit, agricultură. 
Unele localități din această parte a locului, au apărut mai recent. Astfel, orașul Turnu Măgurele a fost întemeiat în anul 1836, după tratatul de la Adrianopol, comuna Traian, care se află la apus de Seaca, s-a născut mai întâi sub numele de Suraia la sfârșitul secolului al XIX-lea, ca urmare a împroprietăririlor: după legea lui Cuza și după victoriile de la Plevna. 
Comuna Lisa, care se află la răsărit de comuna Vânători, a apărut la sfârșitul sec. al XVIII-lea, ca urmare a refugiaților din Comuna Lisa situată la poalele de nord a Carpaților, aflată la vremea aceea sub stăpânire Austro-Maghiară. Oamenii acestor meleaguri făceau parte din neamul tracilor, care la rândul lui era format dintr-un mare număr de triburi întinse într-o bună parte a Europei și în partea de sud-vest a Asiei. Dintre aceste triburi amintim: odrizii, bessii, triballii, moesii, geții, dacii. Aceste triburi uneori colaborau și se sprijineau reciproc, alteori se ciocneau între ele pentru locuri mai bune de trai. În fruntea tribului se afla șeful tribului care era unul din cei mai bogați membri. În memoria șefilor de trib se construiau „morminte princiare” Exemple în acest sens sunt mormintele descoperite la Agighiol, Peretu. 
Pe de altă parte, popoare din centrul și din sudul Asiei, împinse de nevoia de condiții mai bune de trai, au năvălit în părțile Europei, inclusiv în locurile ocupate de urmașii dacilor. Populațiile migratoare se așezau de obicei pe văile cursurilor de apă alături de satele băștinașilor. Relațiile dintre populațiile migratoare și cele băștinașe erau ca cele de la stăpân(populația migratoare) la supus(populația băștinașă). Populația băștinașă prefera relațiile cu populația migratoare care erau mai avantajoase decât cele cu administrația romană. Relațiile cu populațiile migratoare aveau la bază regula adresată supușilor: 
„Ieșiți, semănați și secerați. Noi vom lua numai jumătate ca dare.”
În timpul cât locuiau în sate apropiate, populația migratoare și cea autohtonă, își împrumutau reciproc deprinderi, obiceiuri, cuvinte. Iată exemple de denumiri ale unor râuri și lacuri, rămase de la cumani: Coman, Călmățui, Bercelui, Vaslui, Urlui. Practica „măgurilor” este probabil obicei împrumutat de la populațiile migratoare care practicau „kurganele”.
Oamenii acestor locuri, care erau apți de luptă (și în special tineretul), au răspuns cu riscul vieții la chemările conducătorilor în cazuri de apărare a teritoriului sau în cazuri de eliberare de stăpânire străină. 
Astfel pentru obținerea independenței față de stăpânirea turcească, din Cioara au luat parte în confruntările de la Plevna, printre alții: Ciobanu Marin, Dincă Petre, Neacșu Marin, Mitruș Niculae, Mitruș Ivan, Mitruș Mihalache. Primii trei au decedat în timpul confruntărilor, urmașii lor ca și cei rămași în viață au fost împroprietăriți cu loturi de pământ de circa 3 – 5 hectare. În această perioadă Mitruș Niculae și Mitruș Ivan devin săteni împroprietăriți ai comunei Suraia care lua ființă în acele vremuri. Tot în acele vremuri, Trandafir Gheorghe din Lisa, viitorul socru al lui Mihalache Ion din Cioara ( n.1863- m.1958 ), devenea sătean împroprietărit al comunei Suraia. Se stabilesc de asemenea în acele vremuri cu domiciliul în Cioara: Ștefan Marioara, Florea Oancea (poreclit Florea Izlăzeanu) și Ștefan Spaloghe, veniți din Izlaz, ai căror părinți erau împroprietăriți pe raza comunei Cioara

## Participarea în războaie
În războiul pentru independență (1877/1878), unde România participă alături de Rusia împotriva turcilor, din satul Năvodari (fostă comuna Cioara) printre alții au decedat:
1. Ciobanu Marin
2. Dincă Petre
3. Neacșu Marin

În urma războiului pentru independență, se recunoaște independența României, cele trei județe din sudul Basarabiei sunt date Rusiei în schimbul Dobrogei.
În 1913, la îndemnul imperiului Austro-Ungar, Bulgaria, atacă prin surprindere Serbia, Muntenegru și Grecia. Marea Britanie îndeamnă România să intervină împotriva agresorului. 
În campania întreprinsă de România, pentru menținerea păcii între cele patru țări aflate în conflict,din Cioara au decedat (bolnavi de ciumă): 
1. Mitruș Ilie
2. Neacșu Gheorghe

În urma acestei campanii, România obține Cadrilaterul ( județele Durostor și Caliacra )
Decedații din comuna Cioara în primul război mondial ( 1916 / 1918), la care România a luat parte alături de Franța, Italia, Anglia, Rusia, împotriva Germaniei, Austro-Ungariei, Bulgariei. 
1. Albu Marin
2. Bălașa Grigore
3. Bugeanu Ion
4. Călin Marin
5. Cocoșilă Sandu
6. Constantin Marin
7. Crăciun Petre
8. Dașa Ion
9. Dașa Gheorghe
10. Dașa Marin
11. Degeratu Ion
12. Dincă Călin
13. Dragnea Ion
14. Drăgan Marin
15. Drăgulin Petre
16. Dușmanu Florea
17. Dușmanu Stoica
18. Florea Stan
19. Gae Dumitru
20. Gâscan Marin
21. Grigore Petre
22. Ionescu Gheorghe
23. Iordache Constantin
24. Istrate Iordache
25. Jianu Marin
26. Leanca Constantin
27. Manea Anghel
28. Martin Drăgostin
29. Marincea Stancu
30. Mihăiță Stan
31. Mitran Păun
32. Miu Stan
33. Mocanu Ion
34. Moraru I. Nicolae
35. Moraru N. Nicolae
36. Năstase Ion
37. Nicula Ion
38. Nițu Marin
39. Oancea Radu
40. Ologeanu Stoian
41. Păun Marin
42. Păun Ion
43. Pătrașcu Alexandru
44. Pătrașcu Ancu
45. Pătrașcu Anghel
46. Pătrașcu Florea
47. Petrică Ștefan
48. Petcu Cristea
49. Pietrosu Alexandru
50. Purcel Gheorghe
51. Pușcă Anghelache
52. Răsfugitu Marin
53. Sandu Dumitru
54. Stancu Constantin
55. Stancu Stoian
56. Suhăianu Gheorghe
57. Suhăianu Florea
58. Tabacu Călin
59. Tîrnăcop Ștefan
60. Toponan Constantin
61. Țeperig Tănase
62. Vîrjoghe Gheorghe
63. Vlad Florea
64. Voicu Florea

În urma acestui război, România obține Ardealul, Basarabia și Bucovina.
Țăranii din comuna Cioara erau la curent cu frământările ce aveu loc în țară și pe plan mondial. O bună parte dintre ei erau membrii ai diferitelor partide: P.N.L., P.N.Ț., P.S.R., etc. 
La 12-15-19 dec 1928 au loc alegeri parlamentare, incheiate cu victoria P.N.Ț. ( 78% ). În Cioara este ales primar Oprea Suhăianu( Oprea a fost cumnat cu Niculae Mihalache iar acesta a fost fiul lui Dumitru Mihalache la rândul lui fiul lui Mihalache Mitruș). 
La 2-3 august se adoptă legile pentru organizarea ministerelor și pentru organizarea administrației locale.În baza acestor legi, în Cioara este desființată ulița dintre Niculae Mihalache și Florea Gherlan. Terenul uliței trecând definitiv în proprietatea lui Niculae Mihalache. Datorită desființării acestei ulițe au avut loc certuri și scandaluri serioase între familiile Marin Moraru și Niculae Mihalache precum și între urmașii acestora. Ura între urmași există și în timpul prezent. 
La 30 ianuarie 1933 Adolf Hitler devine cancelar al Germaniei. Până 1937-1938 se instaurează dictatura hitleristă.
În România, la 10 feb 1938 Regele Carol al II-lea instaurează dictatura personală Se adoptă o nouă Constituție. 
Se desființează prin decret regal toate partidele politice. 
În Cioara este numit primar Gherghe Drăgan. Gherghe Drăgan împreună cu pândarul Stancu Ologenu (poreclit Păleață) îl surprind pe Florea Mihalache cu oile în vatra satului și pe motiv că oile n-au ce căuta în acel loc, Păleață îl lovește pe Florea în ureche îi sparge timpanul lăsându-l surd pe tot restul vieții.
La 11 martie 1938 Germania anexează Austria (ultimul cancelar al Austriei Dr. Kurt Schuschnigg a semnat actul de anexare) sub formă de provincie a Germaniei cu numele de Ostmark.
La 30 sept. 1938 (cu acordul Angliei (Chamberlain) și al Franței (Daladier)) Germania anexează regiunea sudetă a Cehoslovaciei.
La 15 martie 1939 trupele Germaniei intră în Cehoslovacia.
La 23 august 1939 Germania și Uniunea Sovietică încheie Pactul Ribentrop – Molotov prin care se prevedea ca Germania să ocupe Ardealul, iar Uniunea Sovietică să ocupe Basarabia și Bucovina. Dar Bucovina, în trecut fusese ocupată de Austro – Ungaria. Se pare că Bucovina a constituit neînțelegere între Germania și Uniunea Sovietică.
La 1 septembrie trupele hitleriste invadează Polonia și tot în toamna anului 1939 Uniunea Sovietică ocupă partea de răsărit a Poloniei (Belarus). Anglia și Franța protestează. Dar în zadar!
La 3 septembrie 1939 Anglia și Franța declară război Germaniei. Începe al doilea război mondial. 
La 28 iunie 1940 guvernul sovietic adresează României notă ultimativă prin care Basarabia și nordul Bucovinei întră în componența Uniunii Sovietice. 
La 15 iulie 1940 Hitler trimite regelui Carol al II-lea notă ultimativă prin care îi cere să cedeze o parte a Ardealului, Ungariei.
La 6 septembrie 1940 Carol al II-lea abdică în favoarea fiului său Mihai. Generalul Ion Antonescu devine conducătorul statului Român.
La 7 septembrie 1940 Bulgaria ia de la România, județele Durostor și Caliacra.
La 11-12 iunie 1941 se semnează la Munchen acordul germano-român care prevedea începerea războiului împotriva Uniunii Sovietice.
La 22 iunie 1941 trupele României și cele ale Germaniei încep luptele cu trupele Uniunii Sovietice.
Decedații din comuna Cioara (astăzi satul Năvodari al comunei Seaca), în al doilea război mondial (1940 - 1945) la care România a participat în perioada 22 06 1941 –23 08 1944 alături de Germania, Italia, Ungaria, Bulgaria, Japonia, spre est, împotriva Uniunii Sovietice, Angliei și Statelor Unite, iar în perioada 23 08 1944 - 09 05 1945, spre vest, alături de Uniunea Sovietică, Anglia, Statele Unite, împotriva Germaniei și a aliaților ei:
În urma acestui război, în confruntările purtate spre est și spre vest din Cioara au decedat:
1. Bricu Ban, decedat spre est.
2. Cocoșilă Stancu, decedat spre est.
3. Dușmanu Constantin, decedat în est la Kalka.
4. Gâscan Vasile (fiul lui Mărin Gâscan ) decedat spre vest, în Cehoslovacia.
5. Jianu Marin.
6. Lotrea Nicu ( Nicu lui Ceagă ).
7. Lotrea Ion cântăreț vestit în Cioara și în satele vecine fiul lui Pena Lotrea ], încadrat la infanterie, decedat spre est la „Cotul Donului”.
8. Mihalache N. Anghel ( al lui Niculae Mihalache), încadrat la „6 Mihai Viteazul”decedat spre est
9. Miu Măniță decedat spre est
10. Moraru M. Ivan ( al lui Mărin Moraru) decedat spre est, în Ucraina
11. Pietreanu D. Marin (al lui Dumitru Pietreanu) decedat spre vest
12. Popescu Longhin decedat spre est
13. Prăjitu N. Ion ( al lui Niculae Prăjitu) decedat spre vest
14. Pușcă Fiță (ginerele lui Călin Ciobanu) decedat spre est
15. Răsfugitu I.Petre (al lui Ilie Răsfugitu) decedat spre est
16. Spaloghe Ion
17. Sprîncenatu Gheorghe
18. Trampa Marin(fiul lui Călin Trampa)
19. Turcu Florea (fiul lui Stancu Turcu)
20. Vîrjoghe Florea (tatăl sau, Stan Vîrjoghe se spânzurase din motive necunoscute)

În urma acestui război, România pierde: Basarabia și partea de nord a Bucovinei, precum și Cadrilaterul (județele Durostor și Caliacra )
Observație. La întocmirea listelor cu cei decedați în războaie, o contribuție importantă și-au adus: Ion Mihalache (născut în Cioara în anul 1937) și profesorul de istorie Gâscan V. Marian de la școala din Năvodari.
Evoluția evenimentelor pe plan extern, prezența trupelor sovietice în Moldova, au făcut ca P.N.T. si P.N.L. să colaboreze cu partidele de stânga care erau grupate în Frontul Unic Muncitoresc. După îndelungi discutii între reprezentanti ai P.N.T., P.N.L.,P.S.D. și P.C.R.respectiv Iuliu Maniu, C.I.C. Brătianu, Constantin-Titel Petrescu și Lucrețiu Pătrăscanu s-a definitivat la 8 iunie 1944, Declarația care cuprindea obiective ca:
încheierea neîntârziată a unui armistițiu cu Natiunile Unite, iesirea României din Axă, eliberarea țării de sub ocupație germană, alăturarea la coaliția forțelor antifasciste, reastabilirea independenței și suveranității naționale, înlăturarea regimului dictatorial și înlocuirea lui cu un regim constituțional-democratic. 
În ziua de 23 august 1944 , orele 16, maresalul Ion Antonescu a fost invitat la palat pentru a expune suveranului planurile sale. În urma expunerii și în urma refuzului lui Ion Antonescu de a accepta încheeierea armistițiului și condițiile impuse de Aliați, fără stirea germanilor, Regele s-a adresat lui Ion Antonescu cu formula:
Domnule mareșal, am ascultat expunerea dumneavostră, nu sunt de acord cu propunerile, consider situația foarte gravă, deoarece pune în pericol chiar existența neamului românesc și din această cauză vă demit din funcția de conducător al statului.
Pregătită din vreme, o echipă de militari a procedat la arestarea lui Ion Antonescu și a lui Mihai Antonescu, participant și el la audiență 
Înlăturarea regimului dictatorial al lui Ion Antonescu a marcat ieșirea României din războiul împotriva Națiunilor Unite, începerea luptelor împotriva fascismului și pornirea pe drumul sinuos, spre o dictatură de extremă stângă.
În primul război mondial majoritatea sătenilor din Cioara, apți de luptă au luat parte la confruntări. Din cei care au luat parte la confruntări, 64 și-au pierdut viața, urmașii lor și restul care au rămas în viață au beneficiat de împroprietărire cu pământ de 3-4 hectare. 
În al doilea război mondial, majoritatea sătenilor din Cioara, apți de luptă au luat parte la confruntări. Din cei care au luat parte la confruntări, aproape 20 și-au pierdut viața. În perioada 1944-1989 cei care și-au pierdut viața au fost Împărțiți În două categorii: 1) cei care au luptat spre est (urmașii acestora nu au beneficiat de drepturi de urmaș). 2) Cei care au luptat spre vest(aceștia au beneficiat de pensie de urmaș și drepturi de veteran de război). După 1989,cei din prima categorie au fost asimilați cu cei din categoria a doua.
După 1945, țăranii din Cioara, ca de altfel din toată țara, abia gustaseră din aerul păcii, când li s-a întins momeala: pământul este al celor care-l muncesc.  
Cei mai mulți s-au prins în momeala întinsă și s-au înscris la Frontul Plugarilor. 
Dar indiferent dacă țăranii au fost sau nu membrii ai Frontului Plugarilor, au îndurat predarea cotelor obligatorii către stat, din anii 1949, 1950, 1952, etc. Ani de-a rândul, cei mai mulți țărani au venit de la treerat fără nici o boabă de grâu. Copii lor uitaseră gustul pâinii În numele unor lozinci ca:Să ne achităm datoriile pentru stricăciunile provocate altor țări, în timpul războiului., Să ne refacem țara, sărăcită din cuza războiului,, țăranului i-se lua tot grâul, cea mai mare parte din recolta de porumb, lâna-cotă de pe fiecare oaie, vițelul cel mai gras, strugurii, vinul, untul și brânza, mierea, etc. 
Ca să vezi!... Cine provocase războiul și cine plătea oalele sparte!...
Mai departe a îndurat campaniile de lămurire pentru intrarea în întovărășire și apoi în C.A.P. Pentru intrarea în C.A.P., s-a aplicat campania de lămurire de grad superior 
adică: amenințări, amenzi, bătăi, hăituieli, înscenări de procese, etc. Istovit, flămând, neputincios, neajutorat,... a cedat!... a semnat cererea benevol-obligatoriu de intrare în C.A.P. 
Când a privit curtea goală fără vite, fără car și boi, fără plug și grapă, când s-a văzut gol în curtea goală, fără pământ în câmp, cu trupul firav, tremurând de durere, a întors privirea către
Cel de Sus și a rostit:
'Doamne iartă-i pe toți care greșesc și pe mine Doamne!'
'Dă Doamne sănătate și minte la toată lumea și mie Doamne!'
Noul mod de a munci pe bază de plan făurit de biroul numit al C.A.P.-ului, îl făcu pe țăranul harnic, să renunțe, în mod treptat,la:
- experiența și inițiativa de a însămânța: unde, ce, cât, când și cum ?
- experiența și inițiativa de a efectua lucrări: ce fel, unde, când și cum ?
- obișnuința și inițiativa de a crește și îngriji: animale, păsări, plante, pomi, etc.
- obișnuința și inițiativa de a-și procura, îngriji și repara: unelte agricole, mijloace de transport
Toate aceste calități, moștenite din tată -n fiu de țărănimea satului, se năruiră treptat!... Țăranul deveni un fel de robot care primea instrucțiuni, seara la sediul C.A.P.-ului și le executa conștiincios a 2-a zi. Primea ca retribuție, pentru munca depusă în cursul anului, câțiva saci de cereale și una sau două mii de lei care nu acopereau nici oe departe necesarul pentru întreținerea familiei.
Pe de altă parte el (țăranul) băgă de seamă cum în vremea recoltatului creștea numărul celor care sub pretextul că aduc îndrumări prețioase, plecau cu autoturismele încărcate cu: miei, putini cu brânză, saci cu cereale, etc. Totdeodată observă cum dispăreau: azi un porc și un vițel, mâine trei miei și două putini cu brânză, etc. 
Câte un țăran mai curajos îndrăznea să protesteze sau să ceară lămuriri legate de dispariția anumitor bunuri ale C.A.P.-ului, atunci era apostrofat cu: 
Asta nu este treba ta.
În plus, pentru îndrăzneala ,,obraznică, retribuția la sfârșitul anului îi era micșorată.
Animalele din C.A.P. avură și ele o soartă tristă. Planuri nesăbuite venite de sus în jos au făcut ca hrana animalelor să fie diminuată cantitativ și calitativ iar solicitarea la munci să crească. Drept urmare animalele au slăbit, unele au murit și numărul celor rămase în viață a scăzut simțitor.
Ajuns în pragul disperării,înfometat atât el cât și familia lui,țăranul a privit: la stânga 
și la dreapta, înainte și înapoi și pentru prima dată a luat ceea ce nu i-se cuvenea. 
El care din tată -n fiu păzise cu sfințenie poruncile: 1).să nu furi, 2).să nu râvnești la bunul altuia, începu să ascundă, în sacoșă, în sânul cămășii, sub pălărie, în buzunare: boabe de grâu, de mazăre, de fasole, de porumb etc., pentru a potoli acasă foamea copiilor, păsărilor, etc. 
Dar ,,ochiul" (miliție-securitate) vigilent, al stăpânului, sesiză cu ușurință abaterile ,,grave" ale unor țărani și drept urmare aparatul represiv, bine hrănit la gospodăria de partid, se năpusti cu toată furia asupra ,,hoțului" care pune în primejdie bunul mers al C.A.P.-ului. Fu imobilizat și determinat prin ,,convingere" să-și recunoască vinovăția. Apoi fu judecat public și dat ca exemplu de individ rău care aduce pagube, mari" C.A.P.-ului. Astfel de întâmplări aveau loc în majoritatea C.A.P.urilor; un exemplu grăitor în acest sens este cazul învățătorului Floroiu din comuna Belitori, astăzi comuna Troianu(județul Teleorman), care după ce a lucrat, într-o zi de Duminică cu elevii săi la strângerea buruienilor din porumb, a luat câțiva ștuleți de porumb în servieta sa. A fost reclamat, judecat și înlăturat din învățământ.
```
 Datorită 
minciunilor și înșelăciunilor
 care cutreerau nestingherite de la carnetele brigadierilor la conducerea C.A.P.-ului,la biroul organizației de partid și mai departe la organele centrale de partid și de stat, țăranul pentru a supraviețui își căută loc de muncă pe diferite șantiere, departe de familie și de copii lui. Pentru lucrările în C.A.P. rămaseră doar femei și bătrâni, care nici nu făceau față lucrărilor, dar nici nu aveau interes să lucreze pentru o retribuție neînsemnată. Se mulțumeau cu ce le trimitea bărbatul de pe șantier și cu ce agoniseau pe lângă casă.
```

Pentru a nu rămâne lucrările agricole neefectuate, sub masca: "educație patriotică", "patriotism în rândurile tineretului", "educație prin muncă", fură scoși câte 2-3 săptămâni elevii și studenții de la cursuri și militarii în termen din cazărmi și obligați să efectueze diferite munci agricole. Însă calitatea lucrărilor efectuate de elevi, studenți și militari lăsa de dorit. Pe de altă parte întreținerea acestora cu hrană depășea cota obișnuită cu care era retribuit țăranul.
Pe lângă părțile negative aduse satului Năvodari de regimul instaurat după al doilea război mondial, același regim a adus satului și părți pozitive. Dintre acestea amintim:
```
- Digul construit pe marginea de nord a Dunării astfel că apele Dunării nu mai inundă partea de nord a luncii Dunării, inclusiv lunca din dreptul satului Năvodari.
- Sălile de clasă construite pe lângă cele două existente din vremuri trecute, astfel încât copii satului care urmează clasele V-VIII să nu mai parcurgă zilnic 4-5km până la școala din Seaca. 
- Canalele construite în lunca Dunării și pe dealul satului cu scopul de a aduce apa din Dunăre în vreme de secetă.
- Reducerea taxelor pentru elevii dornici să urmeze liceul și facultatea. Exemple: Necea N.Ghiță(n.1923- dec. 1993) care termină facultatea de drept. Necea N. Dumitru(Mitică frate cu Ghiță, n.1927- dec.1995)termină liceul și Institutul de Agronomie. Necea G. Gheorghe (n.1923, pensionar) termină facultatea de medicină. Necea G. Oprea termină liceul și facultatea de Filologie. Ilie M. Teodora (căsătorită cu Necea G. Gheorghe) termină liceul și facultatea de Farmacie. Ilie M.. Giorgi, termină Școala Pedagogică pentru Educatoare.  Mihalache M. Ilie termină liceul și facultatea de Matematică și Fizică. Mihalache Gherghina(căsătorită cu Ilie) termină liceul și facultatea de Matematică. Drăgan Patrița(n. 1926 - dec.2004 ), termină liceul. Drăgan Elena(n. 1928 - dec. 2008)termină liceul și Școala Normală pentru învățători    
```

1. prof. Mihalache Ilie, născut în anul 1925 în localitatea Cioara,(astăzi satul Năvodari al comunei Seaca, județul Teleorman)